# Ла-Форе-де-Тессе
Ла-Форе́-де-Тессе́ (фр. La Forêt-de-Tessé) — коммуна во Франции, находится в регионе Пуату — Шаранта. Департамент — Шаранта. Входит в состав кантона Вильфаньян. Округ коммуны — Конфолан.
Код INSEE коммуны — 16142.
Коммуна расположена приблизительно в 360 км к юго-западу от Парижа, в 60 км южнее Пуатье, в 50 км к северу от Ангулема.

## Население
Население коммуны на 2008 год составляло 205 человек.
| 1962 | 1968 | 1975 | 1982 | 1990 | 1999 | 2008 |
| ---- | ---- | ---- | ---- | ---- | ---- | ---- |
| 339  | 284  | 249  | 222  | 212  | 195  | 205  |

## Экономика
В 2007 году среди 119 человек в трудоспособном возрасте (15—64 лет) 71 были экономически активными, 48 — неактивными (показатель активности — 59,7 %, в 1999 году было 58,3 %). Из 71 активных работали 65 человек (37 мужчин и 28 женщин), безработных было 6 (2 мужчины и 4 женщины). Среди 48 неактивных 8 человек были учениками или студентами, 25 — пенсионерами, 15 были неактивными по другим причинам.

## Достопримечательности
- Усадьба Тессе (XII век). Памятник истории с 1994 года[3]

## Фотогалерея

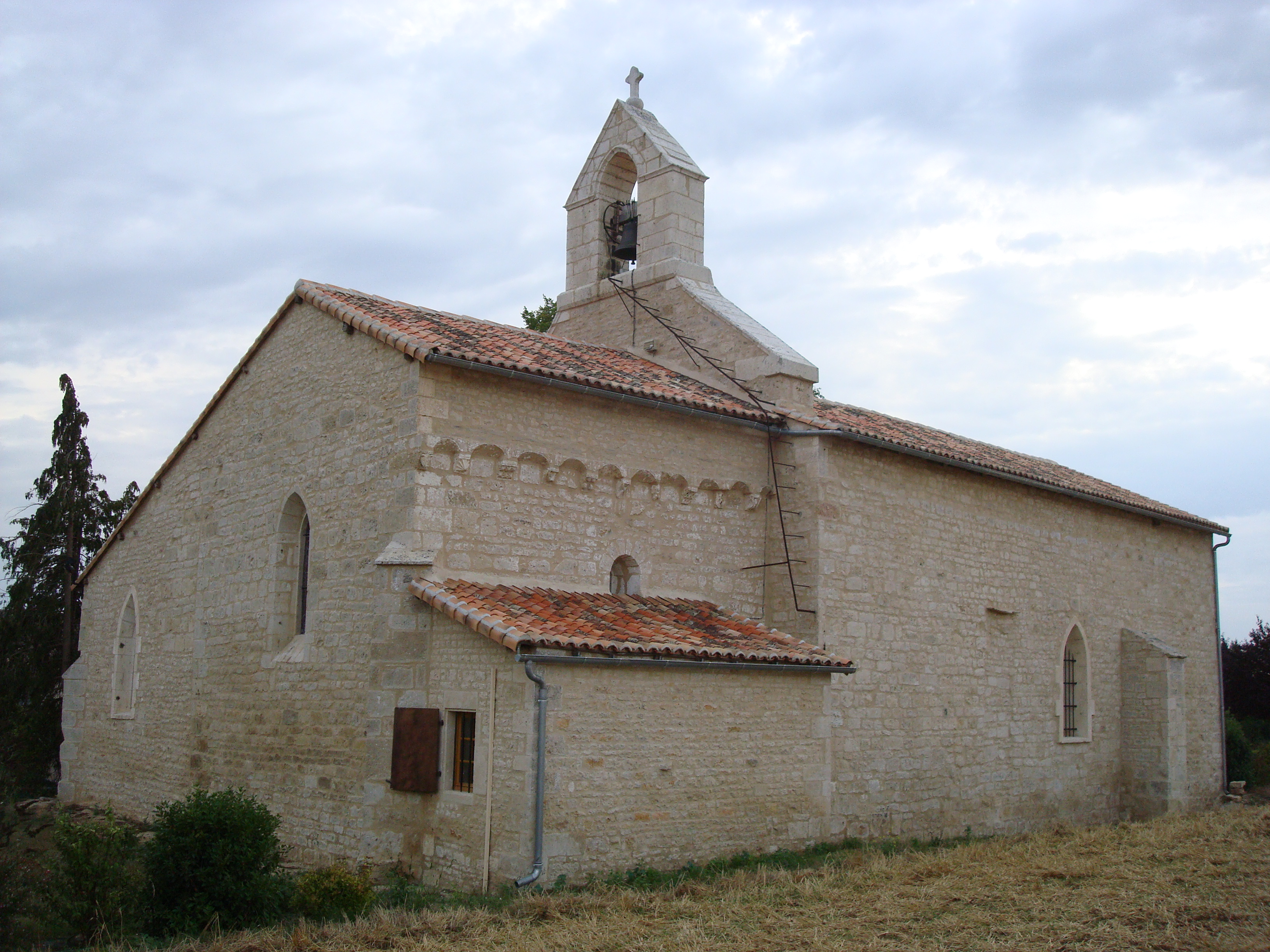
Церковь Сен-Жюльен
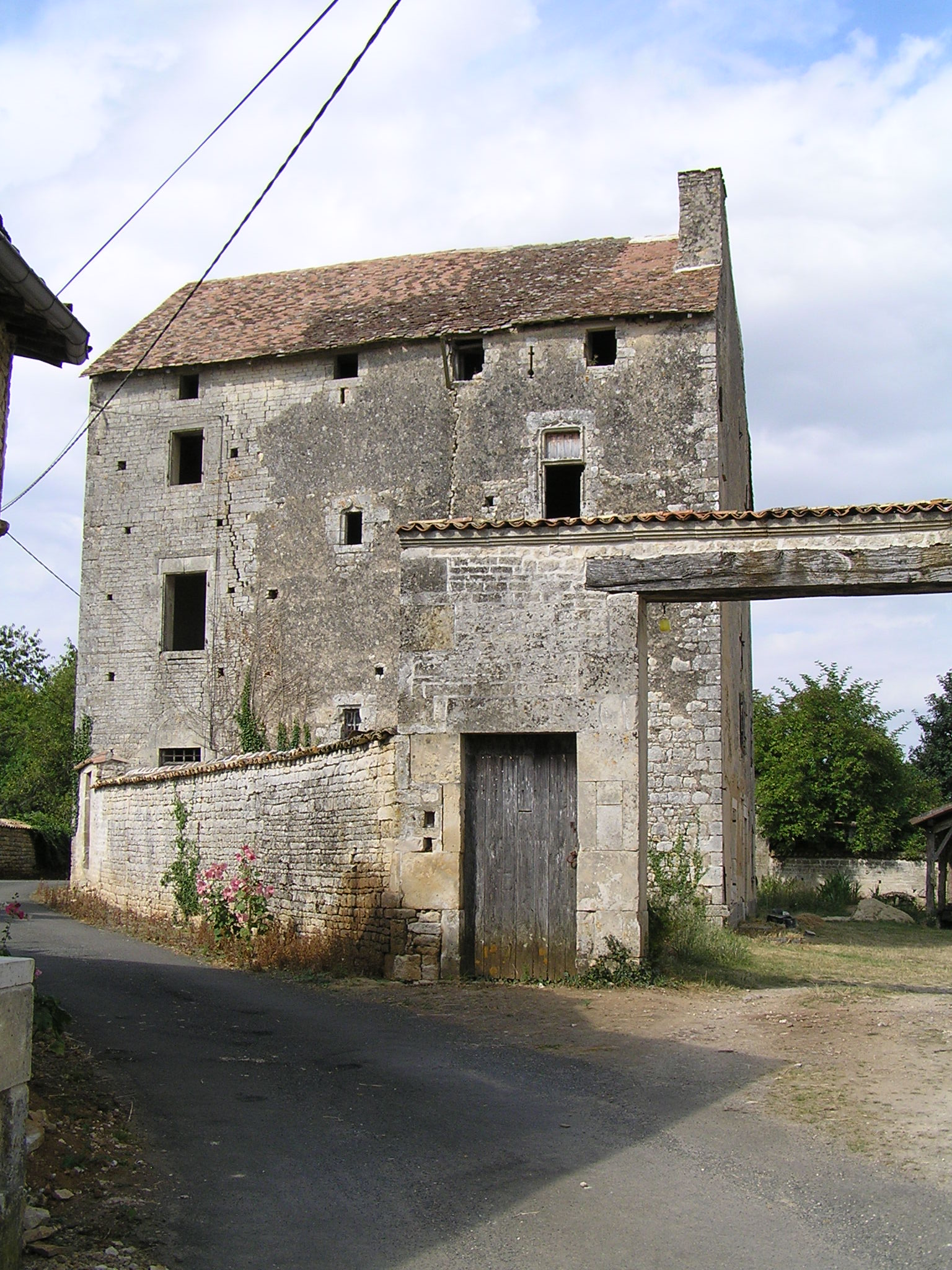
Усадьба Тессе
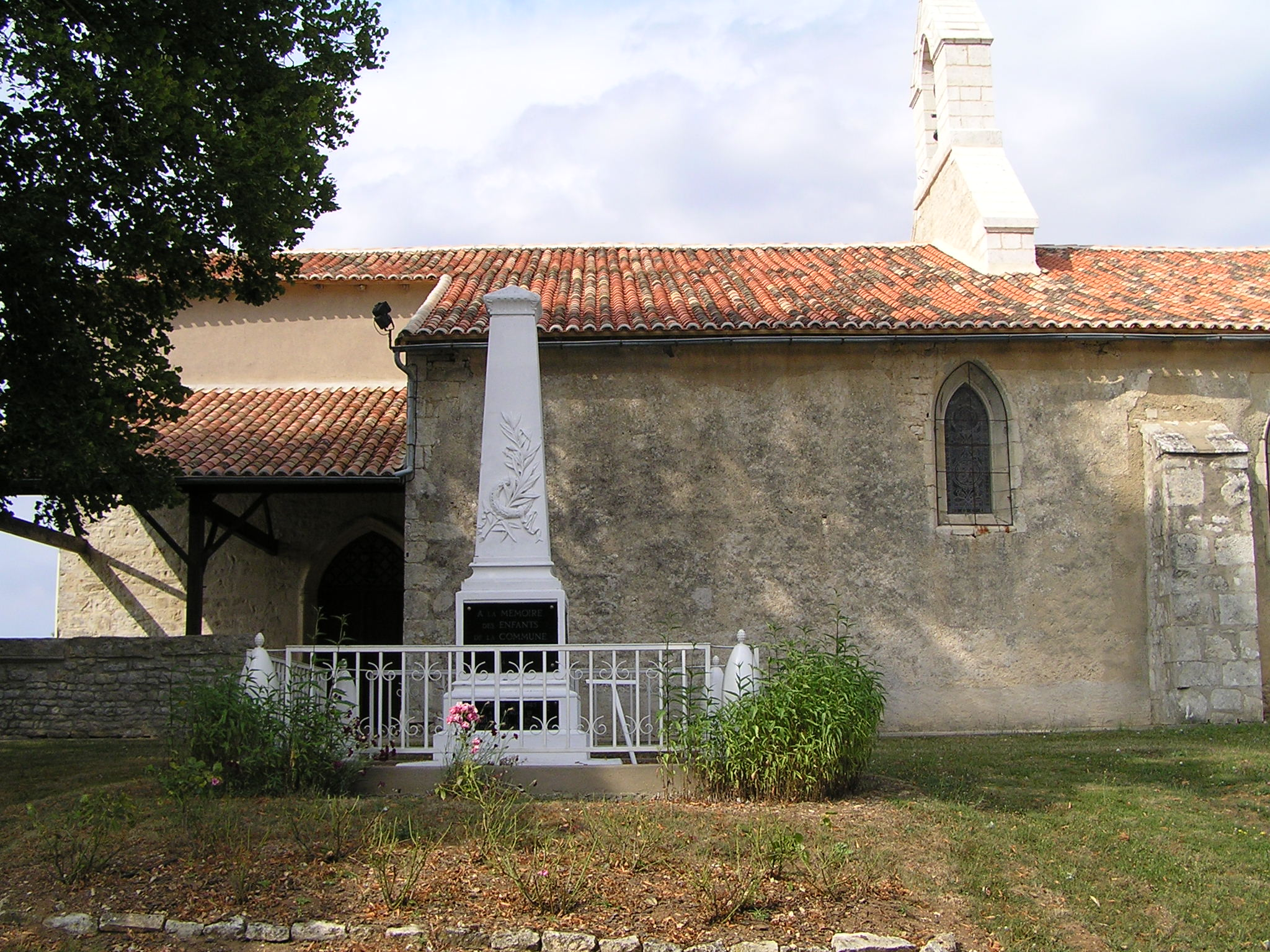
Военный мемориал